# Aït Yahia
Aït Yahia è un comune dell'Algeria, situato nella provincia di Tizi Ouzou.